# 牝小路
牝小路（ひんこうじ）は、日本の姓氏のひとつで、全国に約40人という希少な苗字である。小代焼を作り始めた二軒の陶工のうち一軒がこの姓を名乗っている。

## 由来
熊本県玉名郡南関町では、江戸時代初期に豊前国上野（あがの、現在の福岡県田川郡福智町上野）の牝小路から越して来たとされており、日本姓氏語源辞典はその由来を牝馬と小さな道路からと推定している。また、この苗字は主に熊本県で確認されている。